# Leden 2024
Toto je archivovaný článek z portálu Aktuality.
1. ledna – pondělí
 Zápasem mezi New Yorkem a Torontem odstartoval historicky první ročník ženské profesionální soutěže PWHL, tedy ženské obdoby NHL. 
 Zemětřesení o síle 7,6 stupně Richterovy škály zasáhlo poloostrov Noto v japonské prefektuře Išikawa a vyžádalo si nejméně 40 obětí. 
 Izraelský nejvyšší soud zrušil klíčovou část soudní reformy Benjamina Netanjahua. 
 V Estonsku začalo platit manželství pro homosexuální páry. 
 Hospodářské uskupení BRICS se rozrostlo o Saúdskou Arábii, Spojené arabské emiráty, Írán, Egypt a Etiopii. Argentina se z plánovaného rozšíření stáhla už koncem roku 2023. 
 V souladu s dekretem podepsaným prezidentem Samvelem Šahramanjanem zanikla Republika Arcach. 
2. ledna – úterý
 Izraelská armáda zabila u Bejrútu druhého nejvýše postaveného člena Hamásu Sáliha Arúrího. 
 Jihoafrická republika vznesla u Mezinárodního soudního dvora obvinění vůči státu Izrael z genocidy palestinského obyvatelstva v Pásmu Gazy. 
 Airbus A350 společnosti Japan Airlines se srazil s letadlem Bombardier Dash 8 Japonské pobřežní stráže během přistání na tokijském letišti Haneda. Při nehodě zemřelo pět příslušníků Japonské pobřežní stráže. Všech 379 lidí z paluby Airbusu se stihlo evakuovat. 
3. ledna – středa
 Mistrem světa v šipkách se stal Luke Humphries, který ve finále porazil 16letého Lukea Littlera 7–4 na sety. Díky postupu do finále se Humphries stane od 4. ledna 2024 novou světovou šipkařskou jedničkou. 
 Vláda podpořila zavedení korespondenčního hlasování pro Čechy v zahraničí. Poprvé by se tak mohlo volit při volbách do Poslanecké sněmovny v roce 2025. Podle opozice se může jednat o ohrožení demokracie a takovýto způsob volby může být v rozporu s ústavním pravidlem o tajnosti voleb. 
 Dvojitá exploze u mauzolea generála Kásima Sulejmáního si vyžádala nejméně 103 lidských životů a dalších nejméně 150 lidí bylo zraněno. Podle guvernéra provincie Kermán šlo o terorismus. 
 Etiopie hodlá jako první stát světa uznat Somaliland výměnou za přístup k moři v přístavu Berbera. Somálsko to v reakci na to považuje za porušení své suverenity a vyzývá k zásahu. 
4. ledna – čtvrtek
 Francie a Německo trápily po vydatných deštích záplavy. 
 Podle Rady pro národní bezpečnost Spojených států byly ze strany Ruska během války na Ukrajině poprvé použity zbraně z KLDR. 
 Výkonný výbor Fotbalové asociace České republiky jednomyslně zvolil novým trenérem české fotbalové reprezentace Ivana Haška. 
 Ukrajinci také oznámili, že zničili velitelské středisko ruských vojsk na Krymu. 
 Ukrajinci oznámili, že přímo na letišti v Čeljabinsku zasáhli ruský letoun Su-34. 
5. ledna – pátek
 Česká hokejová reprezentace do 20 let získala na mistrovství světa v Göteborgu bronzovou medaili, když otočila zápas s Finskem z 2:5 na 8:5. 
 Libanon podal stížnost k Radě bezpečnosti OSN kvůli zabití Sáliha Arúrího, druhého nejvýše postaveného člena Hamásu v Bejrútu. 
 KLDR odpálila do moře u hranic s Jižní Koreou na 200 dělostřeleckých granátů. Jihokorejská armáda v reakci na to spustila na pohraničním ostrově Jon-pchjong dělostřelecké cvičení. Mezitím se ostrov Jon-pchjong evakuoval. 
6. ledna – sobota
 Izraelská armáda oznámila, že na severu Gazy zneškodnili po zabití tisíce teroristů Hamás. 
 V Bolívii byla objevena obří zásilka s téměř devíti tunami kokainu, která byla určena k převozu do Nizozemska. Kokain by měl na černém trhu hodnotu asi 19 miliard korun, a jednalo se tak o největší zadržené množství kokainu v historii země. 
 Boeing 737 MAX 9 společnosti Alaska Airlines mířící do Ontaria v Kalifornii musel po startu z letiště v americkém Portlandu nouzově přistát poté, co mu odpadlo okno a část trupu. Nikomu ze 180 cestujících se nic nestalo. Alaska Airlines pak stáhla všech 65 strojů tohoto typu ke kontrole, kterou žádal i Federální úřad pro letectví. 
 Na letišti Václava Havla v Praze nemohla letadla přistávat kvůli husté mlze a poruše meteorologické stanice způsobené čtvrtečním úderem blesku. 
7. ledna – neděle
 Při 81. vyhlašování filmových a televizních cen Zlatý glóbus získaly nejvíce ocenění film Oppenheimer a seriál Boj o moc. 
8. ledna – pondělí
 Francouzský prezident Emmanuel Macron přijal rezignaci premiérky Élisabeth Borneové. 
 V Německu protestovali proti vládním škrtům v zemědělství tamní farmáři. Zablokovali během toho i hraniční přechody s Českem. 
 Z Cape Canaveral Space Force Station odstartovala na svůj první let raketa Vulcan na palubě s lunárním modulem Peregrine. 
9. ledna – úterý
 Celostátní předsednictví KDU-ČSL udrželo předsedu Mariana Jurečku v čele strany a na pozici ministra práce a sociálních věcí v souvislosti s kauzou vánočního večírku na jeho ministerstvu během střelby na Filozofické fakultě. 
 Jihokorejský parlament přijal zákon, který zakazuje prodej a pojídání psího masa. 
 Ekvádorský prezident Daniel Noboa vyhlásil v zemi stav vnitřního ozbrojeného konfliktu poté, co během živého vysílání ekvádorské televize TC sídlící v největším ekvádorském městě Guayaquil vnikli do studia maskovaní ozbrojenci, a přerušili tak vysílání. V zemi platil mimořádný stav poté, co v neděli z věznice uprchl Adolfo Macías a co bylo během vlny násilí uneseno sedm policistů. 
 Novým francouzským premiérem se stal Gabriel Attal, a stal se tak nejmladším premiérem Francie v historii. 
 Čeští archeologové oznámili, že v Guatemale objevili jedno z nejstarších mayských měst. Je staré 3000 let. 
 V konžském národním parku Nouabalé-Ndoki bylo nalezeneno mrtvé tělo gorily jménem Kingo. Díky tomuto gorilímu samci byla tak tato chráněná rezervace zachráněna. 
10. ledna – středa
 Ústavní soud České republiky začal projednávat valorizaci důchodů na základě ústavní stížnosti, kterou podalo hnutí ANO. Verdikt byl odročen na neurčito. 
 V Německu bylo zahájeno mistrovství Evropy házenkářů. 
12. ledna – pátek
 Letecké a námořní síly Spojených států a Spojeného království provedly sérii náletů na území ovládané Hútíi v reakci na jejich neustávající útoky na obchodní lodě v Rudém moři. 
13. ledna – sobota
 Po objevení praskliny v jedné z vnějších vrstev čelního skla v kokpitu se musel brátit se při cestě do prefektury Tojama musel vrátit zpět do Tokia Boeing 737-800 japonských aerolinek All Nippon Airways. 
 V tchajwanských prezidentských volbách byl zvolen novým prezidentem Laj Čching-te, rovněž znám jako William Laj. 
 Staronovým předsedou České pirátské strany byl na stranickém sněmu zvolen Ivan Bartoš. 
14. ledna – neděle
 KLDR v neděli ráno odpálila směrem do Japonského moře balistickou střelu, která dopadla na neupřesněné místo mimo japonskou výlučnou ekonomickou zónu, a provedla tak test nadzvukové střely středního a dlouhého doletu. 
 České hokejové reprezentantky do 18 let získaly na mistrovství světa stříbro, když při své historické finálové účasti nestačily na Američanky a prohrály s nimi 1:5. 
 Novým dánským králem se stal po abdikaci Markéty II. její syn Frederik X. 
 Na islandském poloostrově Reykjanes začala další erupce sopky Svartsengi. Sopečná láva zalila části evakuovaného města Grindavík. 
 Ekvádorská armáda a policie osvobodily 178 pracovníků věznic zajatých vzbouřenými vězni. 
15. ledna – pondělí
 Boeing 737 MAX 8 české společnosti Smartwings se 169 lidmi na palubě měl při letu z centra ománské riviéry Salála do Prahy technickou závadu na tlakovém spínači a byl odkloněn do Abú Zabí. 
 Prezident České republiky Petr Pavel byl na návštěvě Izraele, kde ho přijal izraelský prezident Jicchak Herzog či premiér Benjamin Netanjahu. 
 NASA a společnost Lockheed Martin představily experimentální nadzvukový letoun X-59 QueSST. 
 Raketa odpálená z Jemenu zasáhla v Adenském zálivu americkou nákladní loď Eagle Gibraltar plující pod vlajkou Marshallových ostrovů. 
 Jemenští povstalci Hútíové vypálily střelu na americký torpédoborec, přičemž střela byla zlikvidovaná u přístavu Hudajda. 
 Švýcarsko oznámilo uspořádání mírové konference v souvislosti s válkou na Ukrajině na základě žádosti ukrajinského prezidenta Volodymyra Zelenského. 
 Ozbrojené síly Ukrajiny oznámily sestřelení ruského letounu včasné výstrahy a řízení A-50 a zároveň poškodit letoun Iljušin Il-22. 
16. ledna – úterý
 Republikánský kandidát na prezidenta Donald Trump s přehledem ovládl úvodní republikánské primárky ve státě Iowa, ve kterých získal zhruba polovinu hlasů. 
 Letadlo jihokorejské společnosti Korean Air s 289 lidmi na palubě na letišti u města Čitose narazilo křídlem do zaparkovaného letadla společnosti Cathay Pacific z Hongkongu. Incident se obešel bez zranění a obětech na životech. 
 Íránské revoluční gardy oznámily, že bombardovaly izraelskou špionážní centrálu v Iráku, zaútočily proti Islámskému státu v Sýrii a zasáhly také letiště v severoiráckém Irbílu. 
 Vůdce KLDR Kim Čong-un vyzval parlament, aby přijala ústavní dodatek označující Jižní Koreu za nepřítele číslo 1 a zároveň parlament přijal zákony, na jehož základě se zrušily úřady mající na starosti vztahy s Jižní Koreou. 
18. ledna – čtvrtek
 Více než 100 000 zaměstnanců veřejného sektoru v Severním Irsku začalo stávkovat za zvýšení mezd v Belfastu, Londonderry, Omaghu, Enniskillenu a dalších městech. Dle BC šlo o největší protest za posledních 50 let a následky potrvají celé měsíce. 
 Desítky lidí byly zatčeny při demonstracích v Ufě, hlavním městě ruské republiky Baškortostán, na podporu zatčeného aktivisty Faila Alsynova. 
 Pákistán provedl odvetné raketové útoky na cíle v íránské provincii Sístán a Balúčistán. 
19. ledna – pátek
  V jihokorejské provincii Kangwonu byly slavnostně zahájeny IV. zimní olympijské hry mládeže 2024. 
 Japonská vesmírná agentura JAXA přistála v rámci vesmírné mise SLIM na Měsíci. 
 V saúdském Janbú skončila Rallye Dakar, v kategorii kamionů zvítězil český jezdec Martin Macík, v osobních vozech Španěl Carlos Sainz, v motocyklech Američan Ricky Brabec. 
20. ledna – sobota
 Kanály Televize Barrandov vlastněné zadluženou společností Empresa Media Jaromíra Soukupa přestaly v noci na sobotu vysílat kvůli tomu, že tuto firmu dodavatel odpojil od elektřiny. Během dopoledne bylo vysílání obnoveno. 
21. ledna – neděle
 Floridský guvernér Ron DeSantis stáhl svoji kandidaturu na prezidenta USA ve prospěch Donalda Trumpa. 
 V obtížně přístupné oblasti v provincii Badachšán v Afghánistánu havarovalo v Rusku registrované letadlo se šesti lidmi na palubě. 
23. ledna – úterý
 Soud udělil historicky první trest za sexuální zneužití na území Vatikánu, když odsoudil kněze Gabriele Martinelliho na 2,5 roku odnětí svobody. 
24. ledna – středa
 Senát PČR neschválil ratifikaci tzv. Istanbulské úmluvy týkající se násilí na ženách a domácího násilí. 
25. ledna – čtvrtek
 Šindži Aoba, pachatel žhářského útoku na Kyoto Animation, byl odsouzen k trestu smrti. 
27. ledna – sobota
 Icon of the Seas, největší výletní loď světa, vyplula z miamského přístavu na první plavbu. 
28. ledna – neděle
 Na americké vojenské základně Tower 22 v Jordánsku byl zabiti tři američtí vojáci. Podle prezidenta USA Joa Bidena zaútočily radikální militantní skupiny podporované Íránem a pohrozil odvetou. 
30. ledna – úterý
 Rusko čelilo masivnímu výpadku internetu, v jehož důsledku nefungovalo bezpočet ruských webových stránek. 
 Společnost Neuralink miliardáře Elona Muska oznámila, že implantovala poprvé čip do lidského mozku. 